# Палієва гора (урочище)
Урочище «Палієва гора» — урочище в Україні, на південно-західній околиці міста Біла Церква, на високому березі річки Рось. Оголошена ботанічною пам'яткою природи Постановою Ради Міністрів УРСР № 311 від 22.0.1983 року, ввійшо до складу державного дендрологічного парку «Олександрія» НАН України.

## Розташування
«Палієва гора» найвищий пагорб дендрологічного парку «Олександрія». Розташований у південно-західній частині парку, на лівому березі Росі. Крутий, кам'яний схил цієї гори сягає у висоту 27 метрів. Ділянка лучного степу площею майже 0,5 га займає південний схил крутизною до 45°, в нижній частині схилу — виходи граніту.

## Історія
На початку XVIII століття тут тривалий час (1702—1704 рр.) стояв табором один із загонів козацького ватажка Семена Палія. В глибині Палієвої гори і досі видно рештки земляних укріплень козаків. У 1980 році на честь тих давніх подій на горі був встановлений пам'ятник. Це кам'яна вежа з барельєфом козацьких голів та сценами з бойового життя козаків. Біля вежі розташована чавунна гармата з ядрами. З цього місця відкривається мальовничий краєвид на річку Рось. Відомі свідчення сучасників про те, що Палієва гора має розгалужену систему підземних ходів, один з яких колись виходив до річки Рось.

## Галерея

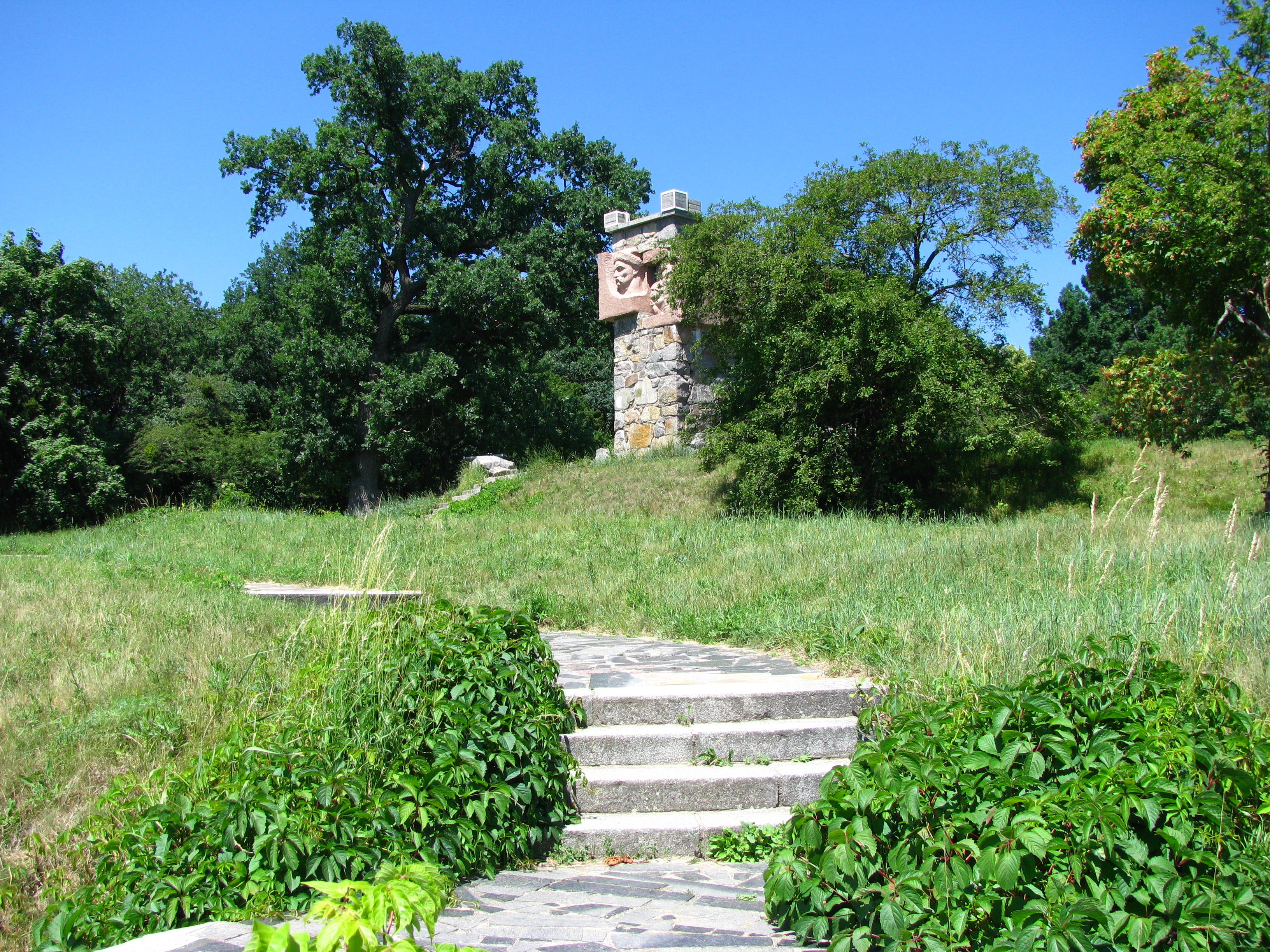
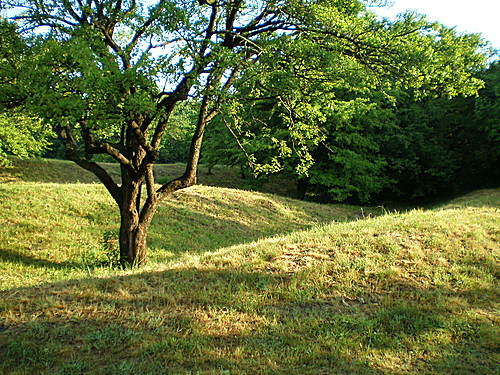
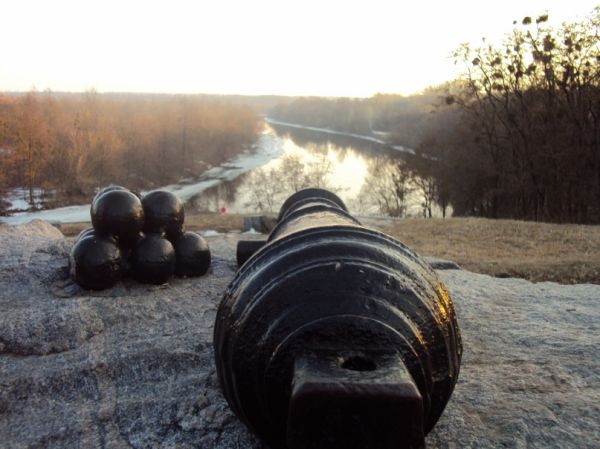

## Природа
Перші відомості про рослинність лучно-степового схилу «Палієвої гори» були наведені М. К. Гродзинським, який відзначив велику кількість Adonis vernalis. Півсторіччя потому дослідження флори південного схилу «Палієвої гори» провела Г. В. Кляшторная. Було встановлено, що з рідкісних видів флори лучних степів Київського плато, які раніше зростали на схилі масово, за піввіковий період Carex humilis зберігся ще в достатній кількості; Adonis vernalis, Asyneuma canescens (Waldst. et Kit.) Griseb. et Schenk. (Азинеума сірувата), Cerasus fruticosa, Eremogone micradenia, Galatella linosyris, Ornithogalum kochii, Stipa capillata трапляються зрідка; Pulsatilla pratensis — дуже рідко, Aster bessarabicus, Gentiana cruciata, Linum flavum — не були виявлені. Г. В. Кляшторная відзначала тут ще зрідка Pedicularis kaufmannii. 
На південному схилі «Палієвої гори», більш ніж за 25 років після досліджень, проведених Г. В. Кляшторною, В. В. Гриценко підтвердила зростання рідкісних видів: Adonis vernalis, Pulsatilla pratensis, Agropyron pectinatum, Carex humilis, Stipa capillata; не були виявлені: Aster bessarabicus, Gentiana cruciata, Linum flavum, Echium russicum J. F. Gmel. (синяк руський), які наводились раніше. Рослинність тепер представлена угрупованнями формації Festuceta valesiacae. Отже за понад 75-річний період чисельність низки рідкісних видів рослин суттєво зменшилась, а деякі рідкісні види з території ділянки зникли. Це пов'язано зі значним антропогенним тиском — ділянка є місцем частого відвідування, рослинний покрив витоптується, декоративні види рослин збирають на букети. Це негативно позначається на стані популяцій, передусім рідкісних видів. Територія потребує посилення контролю за дотриманням заповідного режиму..